# София Ротару поёт песни Владимира Ивасюка
«Софи́я Рота́ру поёт пе́сни Влади́мира Ивасюка́» (укр. «Пісні Володимира Івасюка співає Софія Ротару») — студийный альбом, выпущенный певицей Софией Ротару в 1977 году на студии звукозаписи «Мелодия» в СССР. За альбом певица получила премию ЦК ВЛКСМ.

## Список композиций
1. Я — твоє крило
2. Балада про мальви
3. Пісня буде поміж нас
4. У долі своя весна
5. Колиска вітру
6. Нестримна течія
7. Лиш раз цвіте любов
8. Кленовий вогонь
9. Запроси у сни
10. Два перстені
11. Долина
12. Пісня про тебе

## Языки исполнения
- На украинском языке.

## Участники записи
- София Ротару — вокал
- Эстрадный оркестр украинского телевидения и радио, художественный руководитель Р. Бабич (1, 3, 5, 7—12)
- Эстрадный оркестр под руководством Ф. Глущенко (2, 4, 6).